# L'Aventure de l'équipe Cousteau en bandes dessinées

L'Aventure de l'équipe Cousteau en bandes dessinées est une série de bande dessinée retraçant certaines missions de l'Équipe Cousteau, publiée chez Robert Laffont, écrites et dessinées par Dominique Serafini avec la collaboration de Yves Paccalet.

## Tomes
1. 1985 : L'île aux requins,  (ISBN 2-221-04500-9)
2. 1985 : La jungle du corail,  (ISBN 2-221-04882-2)
3. 1986 : Le galion englouti,  (ISBN 2-221-05150-5)
4. 1986 : Les pièges de la mer, (ISBN 2-221-05271-4)
5. 1987 : Les lions de la Calypso,  (ISBN 2-221-05425-3)
6. 1987 : Le mystère de l'Atlantide 1 : Le trésor de Pergame,  (ISBN 2-221-05598-5)
7. 1988 : Le mystère de l'Atlantide 2 : La Vague de Feu,  (ISBN 2-221-05861-5)
8. 1989 : Le dauphin de l'Amazone,  (ISBN 2-221-06503-4)
9. 1990 : La forêt blessée,  (ISBN 2-221-06732-0)
10. 1991 : La légende du grand requin blanc,  (ISBN 2-221-07094-1)
11. 1992 : Le seigneur des requins,  (ISBN 2-221-07466-1)
12. 1993 : L'odyssée de la Calypso,  (ISBN 2-221-07552-8)
13. 1994 : La course des dauphins,  (ISBN 2-221-07927-2)
14. 1995 : Le dernier secret de l'île de Pâques,  (ISBN 2-221-07991-4)
15. 1996 : L'archipel des dragons,  (ISBN 2-221-08253-2)
16. 1997 : La pieuvre rouge de Bornéo,  (ISBN 2-221-08503-5)
17. 1998 : Les requins du Yucatan,  (ISBN 2-221-08711-9)